# Фостер, Мелвин
Мелвин Фостер  (англ. Melvin Foster; 23 февраля 1971, Вашингтон) — американский боксёр-профессионал, выступавший в тяжёлой весовой категории. Чемпион Штата Нью-Йорк в тяжёлом весе (1994).

## Любительская карьера
1991 Национальный Золотые перчатки в супертяжелом весе

## Профессиональная карьера
Дебютировал в октябре 1992 года в бою с  Нельсоном Гарсией, которого победил единогласным решением судей в 4 раундовом бою.
- В мае 1995 года победил техническим нокаутом в 3 раунде непобеждённого  Евгения Адамса.
- В январе 1994 года встретился с  Мартином Фостером. В 8 раундовом бою судьи единогласным решением судей присудили ничью.
- В марте 1994 года во 2 раз встретился с  Мартином Фостером. В 10- раундовом бою Фостер победил единогласным решением судей.
- В апреле 1994 года встретился с Брюсом Джонсоном. Фостер победил техническим нокаутом во 2 раунде.
- В июне 1994 года в бою за титул чемпиона штата Нью-Йорк встретился с Митчем Грином. Фостер победил единогласным решением судей.
- В сентябре 1994 года встретился с Тревором Бербиком. Бербик победил раздельным решением судей.

## 1995—1997
- В марте 1995 года встретился с Карлом Уильямсом. Фостер победил единогласным решением судей.
- В апреле 1995 года встретился с Майком Диксоном. Фостер победил техническим нокаутом во 8 раунде.
- В мае 1995 года встретился с Майклом Мурером. Мурер победил единогласным решением судей.
- В октябре 1995 года встретился с Джимми Тандером. Тандер победил техническим нокаутом в 8 раунде.
- В октябре 1996 года встретился с Джеффом Вуденом. После 6 раунда Фостер отказался от пролжения боя. На момент остановки боя на картах судей складывалась ничья.
- В апреле 1997 года встретился с Робертом Хоукинсом. Хоукинс победил техническим нокаутом в 10 раунде.

## 1998—2005
- В январе 1998 года встретился с Корри Сандерсом. Сандерс победил техническим нокаутом в 6 раунде.
- В марте 1998 года встретился с непобеждённым Хасимом Рахманом.Рахман победил техническим нокаутом во 2 раунде.
- В августе 1998 года встретился с Майком Уивером. Фостер победил техническим нокаутом в 9 раунде.
- В декабре 1998 года встретился с Джейдом Скоттом. Фостер победил единогласным решением судей.
- В августе 1998 года встретился с Гэрином Лэйном . В близком бою победу единогласным решением судей одержал Лэйн.
- В сентябре 1999 года встретился с непобеждённым Дерриком Джефферсоном. В 3 раунде Джефферсон трижды отправил Фостера в нокдаун и победил техническим нокаутом в 4 раунде.
- В декабре 2001 года встретился с Фаруком Салимом. В 3 раунде Фостер отправил Салима в нокдаун, но в итоге проиграл раздельным решением судей.
- В январе 2002 года встретился с Даниэлем Николсоном. Николсон победил техническим нокаутом в 4 раунде.
- В сентябре 2002 года встретился с непобеждённым Седриком Босвеллом. Боссвел победил единогласным решением судей.
- В феврале 2005 года встретился с Вилли Перименом. Фостер победил нокаутом в 3 раунде.
- В апреле 2005 года встретился с непобеждённым Эдди Чемберсом. Чемберс победил техническим нокаутом в 5 раунде. После этого боя Фостер ушёл из бокса.